# Chevrolet Agile
La Chevrolet Agile è un'autovettura subcompact prodotta dalla Chevrolet dal 2009 al 2016. Sviluppata in Brasile, è assemblata in Argentina. Monta un motore Econo.Flex a quattro cilindri in linea da 1,4 litri di cilindrata.

## Il contesto
Il modello è basato sulla concept car GPiX Concept, che è stata introdotta al salone dell'automobile di San Paolo nel 2008. La Agile è stata commercializzata principalmente per competere con la Volkswagen Fox. La seconda serie del pick-up Chevrolet Montana condivide lo stesso pianale con la Agile, oltre che il suo motore da 1,4 L.
Assemblata a Rosario, in Argentina, la Agile è offerta con un solo tipo di carrozzeria, hatchback cinque porte.

## Gli allestimenti
La Agile è disponibile in due allestimenti, LT e LTZ. In alcuni mercati è presente l'allestimento LS, che si pone alla base dell'offerta. Questi allestimenti si differenziano dall'equipaggiamento e dagli interni. Per esempio, l'allestimento LTZ è dotato di ABS.

## Il motore
In molti mercati sudamericani il motore da 1.389 cm³ produce 91 CV di potenza e 120 N•m di coppia. Il propulsore montato sugli esemplari venduti in Brasile invece eroga 96 CV e 129 N•m quando il carburante è benzina, mentre 101 CV e 132 N•m se il combustibile è etanolo.